# Josep Maria Terricabras i Nogueras
Josep Maria Terricabras i Nogueras (Calella, 12 juli 1946 – Begur, 16 april 2024) was een Catalaans filosoof, hoogleraar en catalanistisch activist. 

## Biografie
Terricabras studeerde filosofie en opvoedkunde en Catalaanse taalkunde aan de Universiteit van Barcelona, waar hij ook zijn doctoraat behaalde. Hij was gespecialiseerd in hedendaagse filologie met een bijzondere voorkeur voor de analytische filosofie van Ludwig Wittgenstein. Sedert 1995 was hij lid van de afdeling Filosofie en geesteswetenschappen van het Institut d'Estudis Catalans. 
Terricabras was voorzitter van het Comitè de Seguiment de la Declaració Universal de Drets Lingüístics ofwel Comité voor de opvolging van de Universele verklaring voor taalrechten. Hij was tevens lid van het directiecomité van het Platform voor de taal en sedert 2012 was hij ook actief betrokken bij de pluralistische onafhankelijkheidsbeweging Assemblea Nacional Catalana en lid van de raad van advies van het Plataforma per la Llengua. Bij de Europese Parlementsverkiezingen 2014 was hij lijsttrekker voor de republikeinse partij Esquerra Republicana de Catalunya.
Terricabras overleed op 16 april 2024 op 77-jarige leeftijd.

## Werk
De meeste van zijn publicaties zijn gewijd aan taalfilosofie, logica, kennistheorie en ethiek
- El pensament d’Eugeni d’Ors, Girona, Documenta Universitaria, 2010
- Actualisering van het Diccionario de filosofía van Josep Ferrater i Móra
- Raons i tòpics. Catalanisme i anticatalanisme, (2001) (Redenen en gemeenplaatsen, catalanisme en anticatalanisme)
- Atreveix-te a pensar, (2002) (Durf na te denken)
- Qüestió de criteri, (2005) (Een kwestie van criteria)
- I a tu què t'importa, (2006) (En, wat is voor jou belangrijk?)
- Idees de combat, (2007) (Strijdgedachten)[5]
- Breviari de ciutadania — La pena de mort a Girona (2009) inleidend essay bij de heruitgave van de werken van Carles Rahola i Llorens.[6]

- Bibsys: 3086839
- Biblioteca Nacional de España: XX1091344
- Bibliothèque nationale de France: cb12193902c (data)
- Catàleg d'autoritats de noms i títols de Catalunya: 981058516343106706
- CiNii: DA07628865
- Gemeinsame Normdatei: 142592625
- International Standard Name Identifier: 0000 0000 8137 9112
- Library of Congress Control Number: n78097275
- Nationale Bibliotheek van Israël: 987007443954805171
- Nederlandse Thesaurus van Auteursnamen: 068970358
- ORCID: 0000-0002-4681-5745
- Réseau des bibliothèques de Suisse occidentale: 02-A003893110
- Système universitaire de documentation: 030545307
- Virtual International Authority File: 59129376
- WorldCat: E39PBJwtjGMHjgFGP8GMmXpHG3